# Vrbice, Jičín
Vrbice là một làng thuộc huyện Jičín, vùng Královéhradecký, Cộng hòa Séc.